# 김충석
김충석(1940년 10월 10일~)은 대한민국의 정치인이다. 제3·5대 전라남도 여수시장을 지냈다.

## 역대 선거 결과
|  | 53.87% |

|  | 46.70% |

|  | 24.98% |

| 전임 주승용 | 제3대 전라남도 여수시장(민선) 2002년 7월 1일~2006년 6월 30일 | 후임 오현섭 |

| 전임 오현섭 | 제5대 전라남도 여수시장(민선) 2010년 7월 1일 ~ 2014년 6월 30일 | 후임 주철현 |